# Oroscopa diascia
Oroscopa diascia är en fjärilsart som beskrevs av George Francis Hampson 1924. Oroscopa diascia ingår i släktet Oroscopa och familjen nattflyn. Inga underarter finns listade i Catalogue of Life.